# Liste der Biografien/Lay
Liste der Biografien |
Portal Biografien |
Personensuche
# |
A |
B |
C |
D |
E |
F |
G |
H |
I |
J |
K |
L |
M |
N |
O |
P |
Q |
R |
S |
T |
U |
V |
W |
X |
Y |
Z |
?
 
La |
Lb |
Lc |
Le |
Lg |
Lh |
Li |
Lj |
Ll |
Lm |
Lo |
Lp |
Lt |
Lu |
Lv |
Lw |
Lx |
Ly |
Lz
 
Laa |
Lab |
Lac |
Lad |
Lae–Lah |
Lai |
Laj |
Lak |
Lal |
Lam |
Lan |
Lao |
Lap |
Laq |
Lar |
Las |
Lat |
Lau |
Lav |
Law |
Lax |
Lay |
Laz
Die Liste der Biografien führt alle Personen auf, die in der deutschsprachigen Wikipedia einen Artikel haben. Dieses ist eine Teilliste mit 123 Einträgen von Personen, deren Namen mit den Buchstaben „Lay“ beginnt.

## Lay
- Lay Brander, Miriam (* 1981), deutsche Literaturwissenschaftlerin und Kulturwissenschaftlerin
- Lay Low (* 1982), isländische Künstlerin und Sängerin
- Lay, Agostinho (* 1975), osttimoresischer Politiker
- Lay, Alfred Morrison (1836–1879), US-amerikanischer Politiker
- Lay, André (1924–1997), französischer Schriftsteller
- Lay, Beirne junior (1909–1982), US-amerikanischer Buch- und Drehbuchautor
- Lay, Benjamin (1682–1759), britischer Philanthrop, Abolitionist, Schriftsteller
- Lay, Bente (* 1971), norwegische Schauspielerin und Sprecherin
- Lay, Bob (1944–2022), australischer Sprinter
- Lay, Caren (* 1972), deutsche Politikerin (Die Linke), MdL, MdBCaren Lay (* 1972)

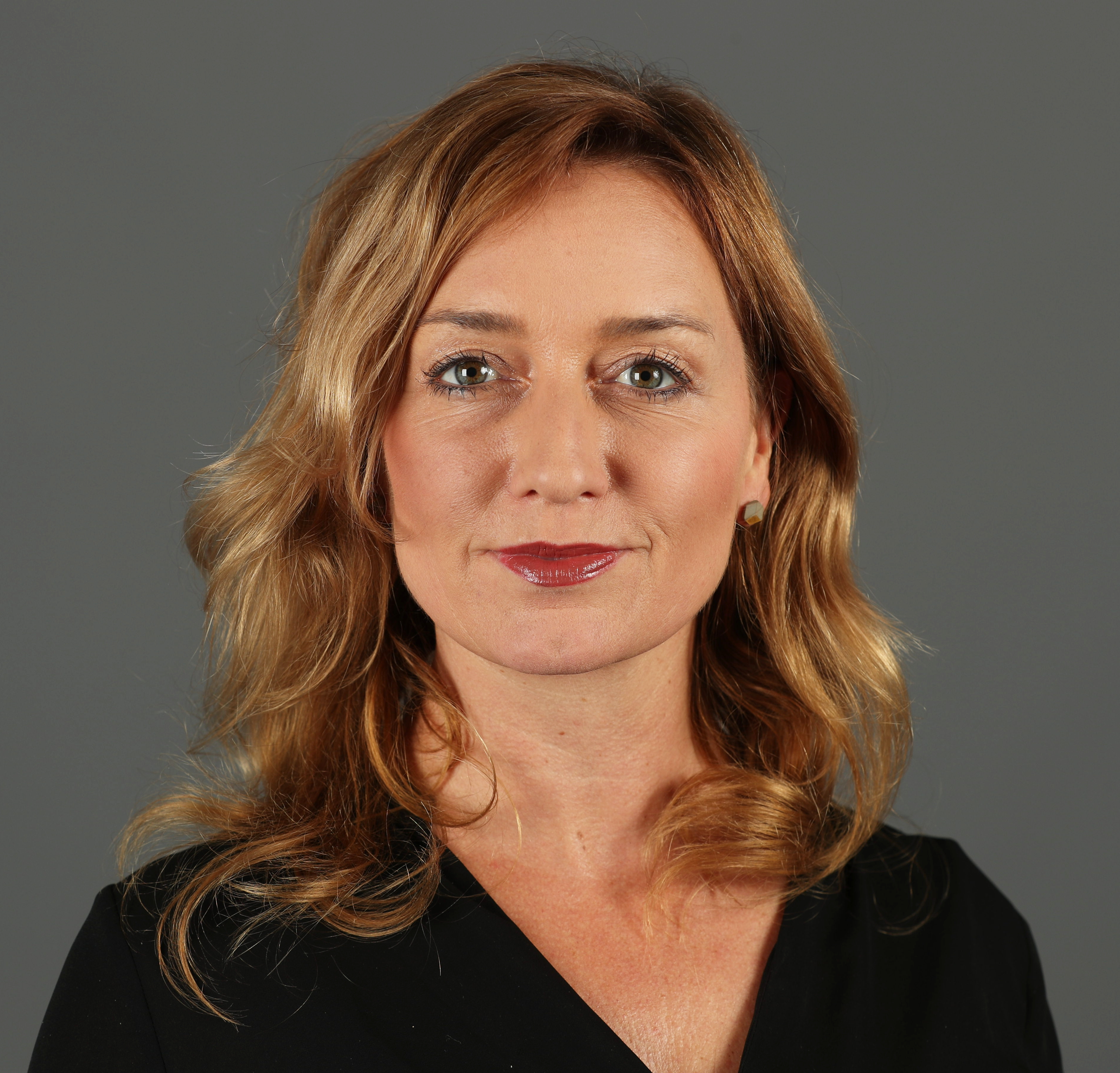
Caren Lay (* 1972)

- Lay, Ed (* 1981), britischer Musiker, Schlagzeuger der Band Editors
- Lay, Francisco Kalbuadi (* 1954), osttimoresischer Politiker
- Lay, George W. (1798–1860), US-amerikanischer Politiker
- Lay, Heinrich (1928–2022), deutscher Historiker und Heimatforscher
- Lay, Horatio Nelson (1832–1898), britischer Diplomat
- Lay, Jeffrey (* 1969), kanadischer Ruderer
- Lay, Joshua (* 2000), britischer Mittelstreckenläufer
- Lay, Kenneth (1942–2006), US-amerikanischer Geschäftsmann, CEO des Energiekonzerns EnronKenneth Lay (1942–2006)

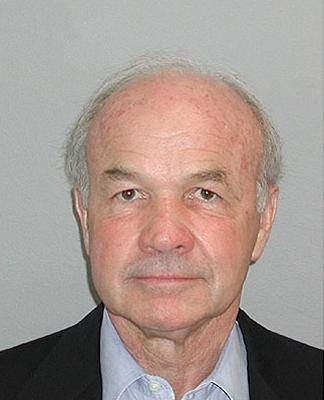
Kenneth Lay (1942–2006)

- Lay, Kirsti (* 1988), kanadische Radrennfahrerin
- Lay, Maria Fernanda (* 1954), osttimoresische Politikerin
- Lay, Marion (* 1948), kanadische Freistilschwimmerin
- Lay, Mike (* 1963), deutsch-kanadischer Eishockeyspieler
- Lay, Omah (* 1997), nigerianischer Contemporary-R&B- und Afrobeats-Sänger, Songwriter und Musikproduzent
- Lay, Paul (* 1984), französischer Jazzmusiker (Piano, Komposition)
- Lay, Pedro, osttimoresischer Politiker
- Lay, Peter (* 1910), deutscher Fußballspieler
- Lay, Riccardo (* 1949), italienischer Jazzbassist
- Lay, Rupert (1929–2023), deutscher Jesuit, Philosoph und Theologe, Unternehmensberater und Psychotherapeut
- Lay, Sam (1935–2022), US-amerikanischer Bluessänger und -schlagzeuger
- Lay, Slim (1923–1973), US-amerikanischer Country-Musiker und -DJ
- Lay, Stanley (1906–2003), neuseeländischer Speerwerfer
- Lay, Theodor (1825–1893), deutscher Opernsänger (Bariton und Tenor)
- Lay, Theodore W. II, US-amerikanischer Offizier, Generalmajor der US Air Force
- Lay, Udo (* 1960), deutscher Fußballspieler
- Lay, Wilhelm August (1862–1926), deutscher Pädagoge
- Lay, Willibrord (1878–1950), deutscher römisch-katholischer Ordensgeistlicher und Apostolischer Präfekt von Lindi in Deutsch-Ostafrika

### Laya
- Laya, Diouldé (1937–2014), nigrischer Soziologe
- Laya, Jean-Louis (1761–1833), französischer Schriftsteller, Hochschulprofessor und Mitglied der Académie française
- Laya, José Clemente (1913–1981), venezolanischer Bratschist, Komponist und Musikpädagoge
- Layamon, britannischer Dichter, schrieb eine Geschichte Englands
- Layard, Austen Henry (1817–1894), britischer Diplomat, Archäologe und Politiker, Mitglied des House of CommonsAusten Henry Layard (1817–1894)

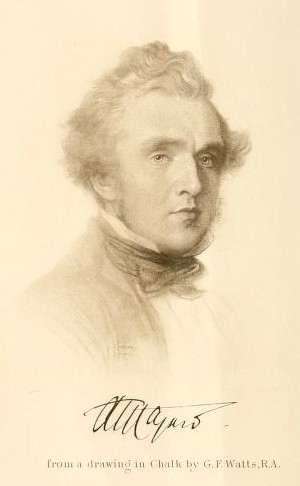
Austen Henry Layard (1817–1894)

- Layard, Edgar Leopold (1824–1900), britischer Diplomat und Naturforscher
- Layard, John (1891–1974), englischer Anthropologe und Psychologe
- Layard, Richard (* 1934), britischer Hochschullehrer und Member des House of Lords
- Layaz, Michel (* 1963), Schweizer Schriftsteller

### Layb
- Laybourn, Thomas (* 1977), dänischer Badmintonspieler
- Laybutt, Stephen (1977–2024), australischer Fußballspieler

### Layc
- Laycock, Ange (* 1982), britische Soldatin und Spitzensportlerin
- Laycock, Bob (* 1956), kanadischer Eishockeyspieler
- Laycock, Joseph (1867–1952), britischer Offizier und Olympiateilnehmer im Motorbootfahren
- Laycock, Mark (* 1957), US-amerikanischer Dirigent und Komponist
- Laycock, Rick (* 1962), kanadischer Eishockeyspieler
- Laycock, Robert (1907–1968), britischer Offizier
- Laycock, Robin (* 1957), kanadischer Eishockeyspieler

### Layd
- Layden, Elmer (1903–1973), US-amerikanischer American-Football-Spieler und -Trainer
- Layden, Frank (1932–2025), US-amerikanischer BasketballtrainerFrank Layden (1932–2025)

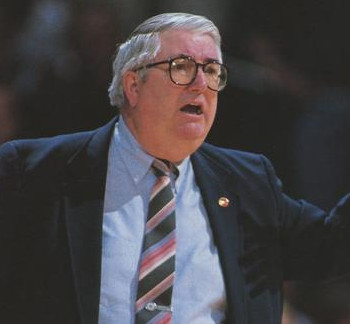
Frank Layden (1932–2025)

- Layden, Shawn (* 1961), US-amerikanischer Geschäftsmann und Vorsitzender von SIE Worldwide Studios
- Laydu, Claude (1927–2011), belgisch-schweizerischer Schauspielerin bei Bühne, Film und Fernsehen

### Laye
- Layec, Bertrand (* 1965), französischer Erstliga-Schiedsrichter
- Layek, Georges (1922–1983), syrischer Geistlicher, emeritierter Erzbischof von Aleppo
- Layendecker, Glenn (* 1961), US-amerikanischer Tennisspieler
- Layens, Matheus de († 1483), Brabanter Architekt
- Layer, Adolf (1920–1984), deutscher Historiker und Lehrer
- Layer, Christopher (1683–1723), Jakobiter
- Layer, Friedemann (1941–2019), österreichischer Dirigent
- Layer, Leopold (1752–1828), slowenischer Maler des Barock
- Layer, Manfred (* 1937), deutscher Ökonom und emeritierter Hochschullehrer (Universität Hamburg)
- Layer, Max (1866–1941), österreichischer Rechtswissenschaftler und Verfassungsrichter
- Layer, Michael (* 1978), deutscher Snowboarder
- Layer, Paul Gottlob (* 1948), deutscher Entwicklungsbiologe und Hochschullehrer
- Layer, Peter (* 1951), deutscher Internist
- Layes, Jörg (* 1966), deutscher Autor von Sachbüchern
- Layes, Luitpold (1899–1994), katholischer Pfarrer

### Layf
- Layfield, John (* 1966), US-amerikanischer WrestlerJohn Layfield (* 1966)

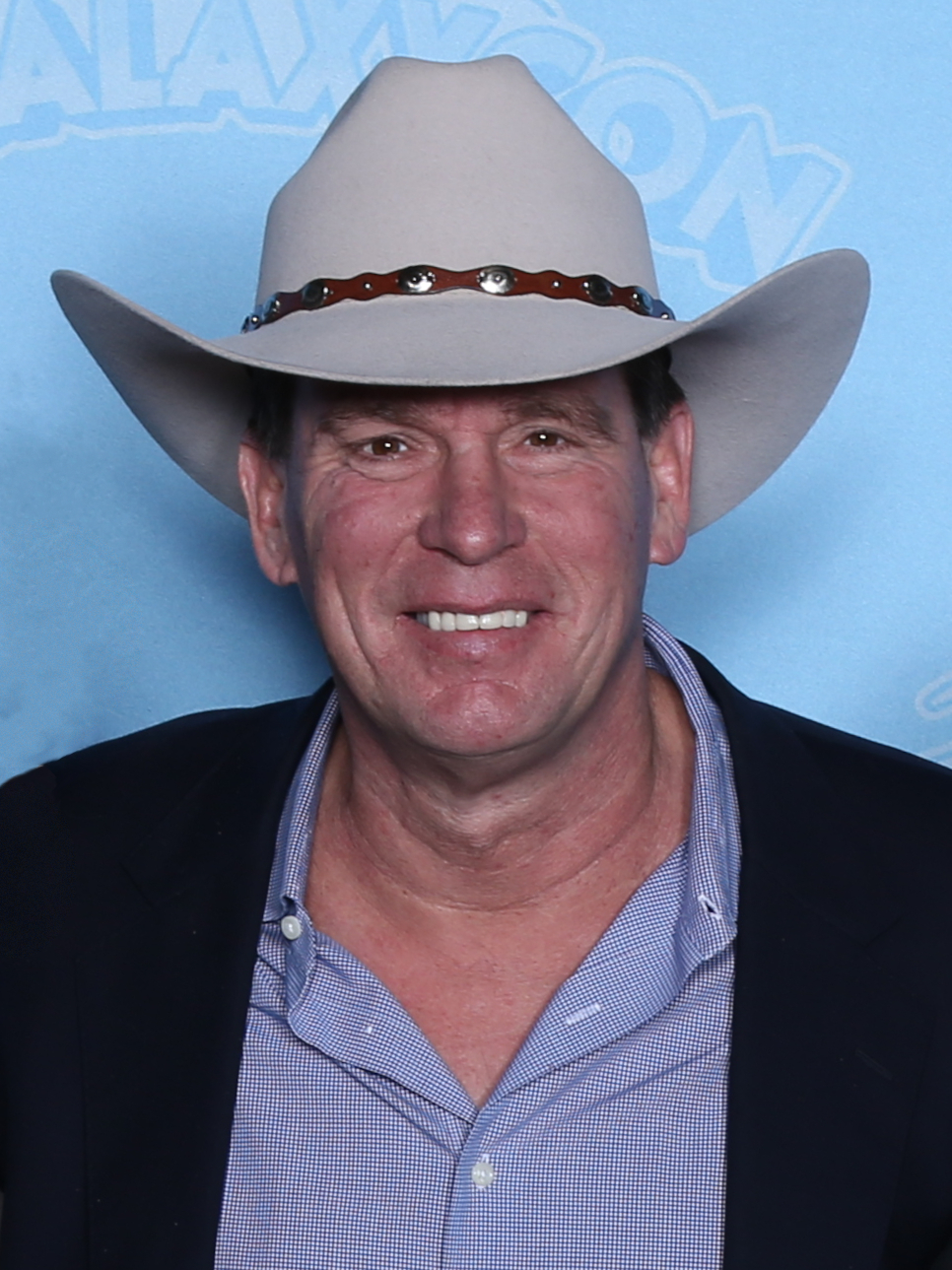
John Layfield (* 1966)

### Layh
- Layh, Herbert (1944–2013), deutscher Fußballspieler
- Layh, Willi (1903–1977), deutscher Schulleiter und Schriftsteller
- Layher, Eberhard (1921–2012), deutscher Erfinder und Konstrukteur

### Layl
- Layla, deutsche Rapperin
- Layla, Bayan (* 1996), syrische SchauspielerinBayan Layla (* 1996)

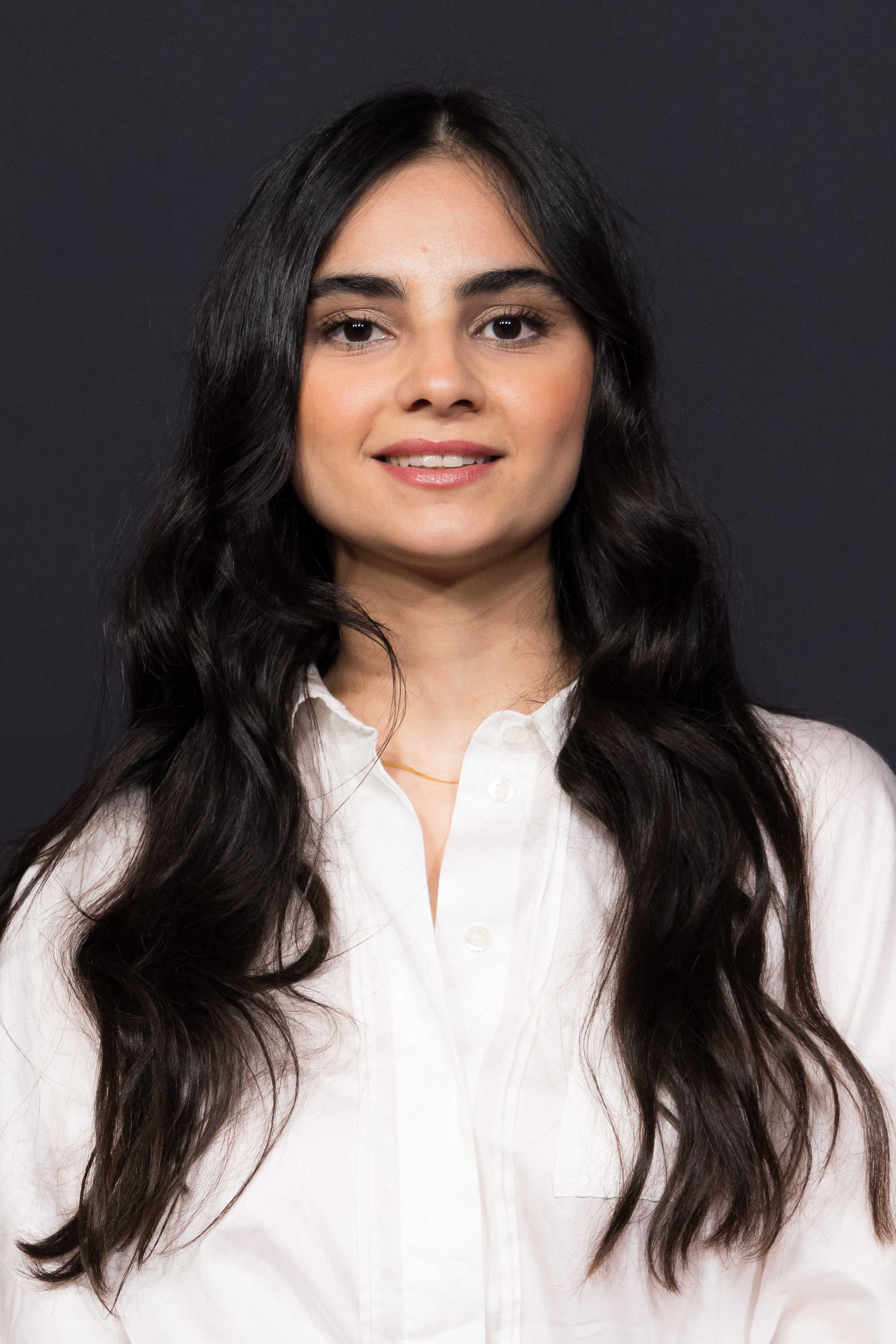
Bayan Layla (* 1996)

- Laylan, Rollo (1907–1996), amerikanischer Jazzmusiker (Schlagzeug, auch Gesang)
- Laylin, Cory (* 1970), US-amerikanischer Eis- und Inlinehockeyspieler sowie -trainer
- Laylin, Lewis C. (1848–1923), US-amerikanischer Jurist und Politiker
- Laylow (* 1993), französischer Rapper

### Laym
- Layman, Jake (* 1994), US-amerikanischer Basketballspieler
- Laymann, Johann (1474–1550), deutscher Geistlicher
- Laymann, Paul (1575–1635), österreichischer Jesuit
- Laymon, Richard (1947–2001), US-amerikanischer Autor

### Layn
- Layne, Alex (1939–2020), US-amerikanischer Jazzmusiker (Kontrabass)
- Layne, Alfredo (1959–1999), panamaischer Boxer im Superfedergewicht
- Layne, Bert (1889–1982), US-amerikanischer Old-Time-Musiker
- Layne, Bobby (1926–1986), US-amerikanischer American-Football-Spieler und -Trainer, Baseballspieler
- Layne, James N. (1926–2017), US-amerikanischer Zoologe
- Layne, KiKi (* 1991), US-amerikanische SchauspielerinKiKi Layne (* 1991)

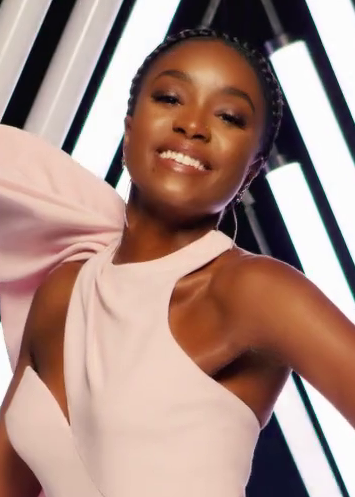
KiKi Layne (* 1991)

- Layne, Oscar Willis (1918–2016), panamaischer Straßenradrennfahrer
- Layne, Rex (1928–2000), US-amerikanischer Boxer
- Layne, Tamirat (* 1955), äthiopischer Chef der Übergangsregierung während der demokratischen Transformationsphase

### Layo
- Layog, Fidelis B. (* 1968), philippinischer Geistlicher und römisch-katholischer Weihbischof in Lingayen-Dagupan
- Layon Bataclan, Emilio (* 1940), römisch-katholischer Bischof
- Layous, Hisham (* 2000), israelischer Fußballspieler
- Layoy, Carlos (* 1991), argentinischer Hochspringer

### Layr
- Layr, Franz Xaver (1812–1875), österreichischer Kupferstecher und Maler
- Layritz, Johann Christoph (1655–1731), Rektor des Hofer Gymnasiums
- Layritz, Johann Georg (1647–1716), Polyhistor, Rektor des Hofer Gymnasiums
- Layritz, Paul Eugenius (1707–1788), deutscher Theologe, Konrektor, Bischof
- Layriz, Friedrich (1808–1859), deutscher lutherischer Pfarrer und Hymnologe
- Layrle, Charles-Jules (1834–1896), französischer Konteradmiral

### Layt
- Layton, Bentley (1941–2025), US-amerikanischer Religionswissenschaftler
- Layton, Billy Jim (1924–2004), US-amerikanischer Komponist
- Layton, Caleb R. (1851–1930), US-amerikanischer Politiker
- Layton, Donald H., US-amerikanischer Bankmanager
- Layton, Dorothy (1912–2009), US-amerikanische Filmschauspielerin
- Layton, Fernando C. (1847–1926), US-amerikanischer Politiker
- Layton, Geoffrey, 3. Baron Layton (* 1947), britischer Politiker und Peer
- Layton, Irving (1912–2006), kanadischer Dichter und Autor
- Layton, Jack (1950–2011), kanadischer PolitikerJack Layton (1950–2011)

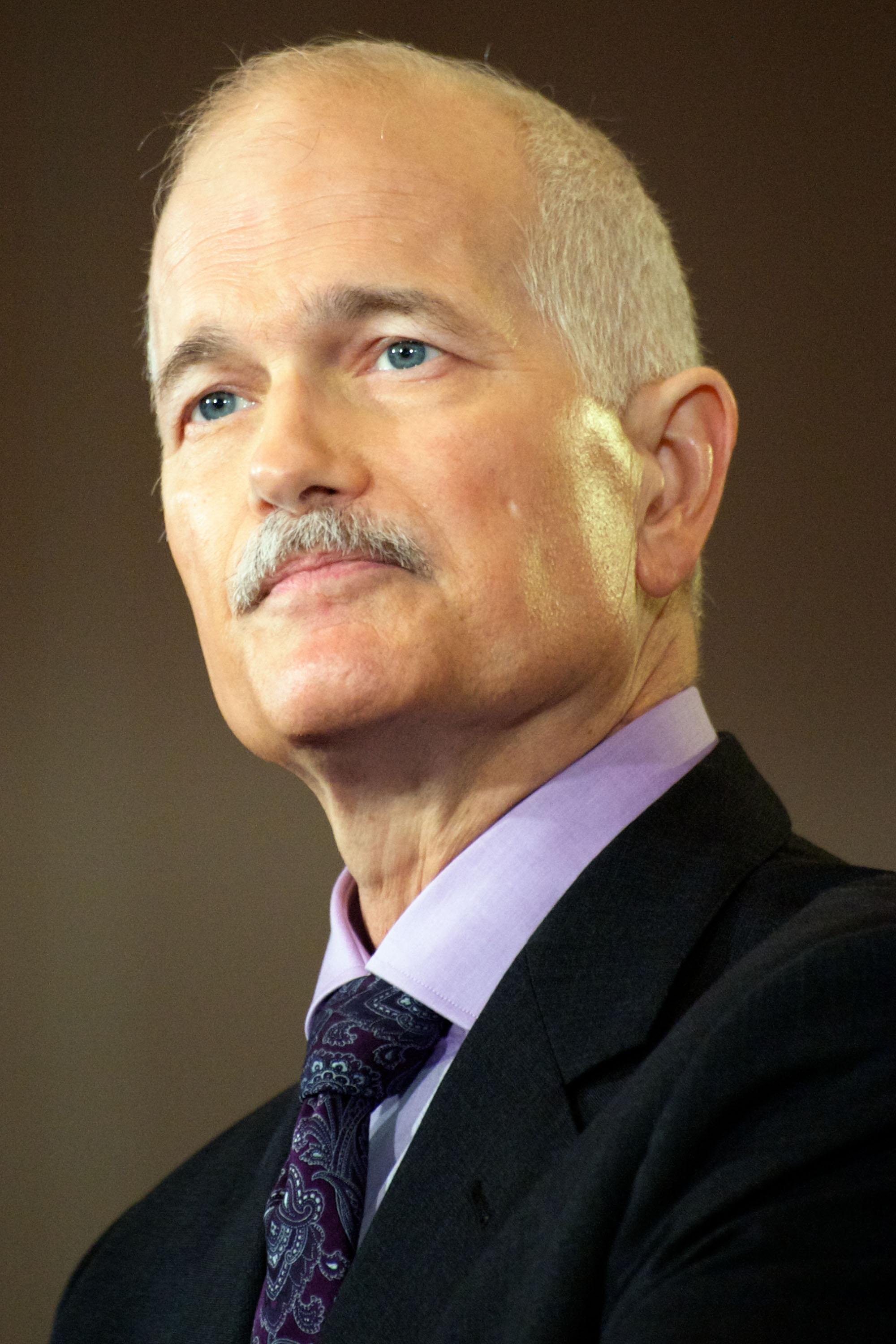
Jack Layton (1950–2011)

- Layton, Lindy (* 1970), britische Sängerin
- Layton, Michael, 2. Baron Layton (1912–1989), britischer Peer und Politiker
- Layton, Nelson G. (1852–1925), US-amerikanischer Jurist und Politiker
- Layton, R. T. (1884–1941), britischer Spezialeffektekünstler
- Layton, Walter, 1. Baron Layton (1884–1966), britischer Zeitungsverleger und Nationalökonom

### Layu
- Layún, Miguel (* 1988), mexikanischer Fußballspieler

### Layz
- Layzer, David (1925–2019), US-amerikanischer Kosmologe und Astrophysiker
- Layzie Bone (* 1975), US-amerikanischer Rapper